# Deslizamiento (aerodinámica)

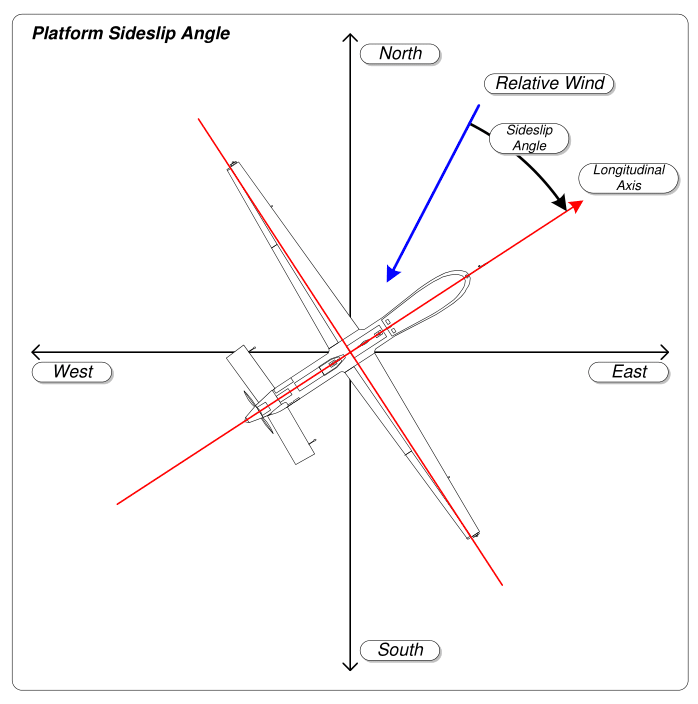
Ángulo de deslizamiento lateral del avión

Un deslizamiento es un estado aerodinámico en el que una aeronave se mueve un poco hacia los lados y hacia delante en relación con el flujo de aire que se aproxima o el viento relativo. En otras palabras, para una aeronave convencional, el morro estará apuntando en la dirección opuesta a la inclinación del ala o alas. La aeronave no está en vuelo coordinado y, por lo tanto, está volando de forma ineficiente.

## Antecedentes
Volar con un deslizamiento es aerodinámicamente ineficiente, ya que la relación entre sustentación y resistencia se reduce. Hay más resistencia que consume energía pero no produce sustentación. Los pilotos inexpertos o desatentos a menudo entran en resbalones involuntariamente durante los giros al no coordinar el avión con el  timón. Los aviones pueden entrar fácilmente en un deslizamiento subiendo desde el despegue en un día de viento. Si no se controla, el rendimiento de ascenso se verá afectado. Esto es especialmente peligroso si hay obstrucciones cercanas bajo la senda de despegue y el avión tiene poca potencia o está muy cargado.
Un deslizamiento también puede ser una "maniobra de pilotaje" en la que el piloto entra deliberadamente en un tipo de deslizamiento u otro. Los resbalones son particularmente útiles para realizar un aterrizaje en campo corto sobre un obstáculo (como árboles o líneas eléctricas), o para evitar un obstáculo (como un solo árbol en la línea central extendida de la pista), y pueden practicarse como parte de los procedimientos de aterrizaje de emergencia. Estos métodos también se emplean comúnmente cuando se vuela en pistas de aterrizaje de granjas o de zonas rurales difíciles donde la pista de aterrizaje es corta. Los pilotos necesitan aterrizar con una pista de aterrizaje amplia para reducir la velocidad y detenerse.
Hay situaciones comunes en las que un piloto puede entrar deliberadamente en un deslizamiento utilizando entradas opuestas de timón y alerón, más comúnmente en una aproximación de aterrizaje a baja potencia.
Sin flaps o alerones es difícil aumentar la inclinación del planeo sin añadir una velocidad significativa. Este exceso de velocidad puede hacer que la aeronave vuele en efecto suelo durante un periodo prolongado, quizás quedándose sin pista. En un deslizamiento hacia adelante se crea mucha más resistencia, lo que permite al piloto disipar la altitud sin aumentar la velocidad del aire, aumentando el ángulo de descenso (pendiente de planeo). Los deslizamientos hacia delante son especialmente útiles cuando se operan aviones de entrenamiento anteriores a 1950, aviones acrobáticos como el Pitts Special o cualquier avión con flaps o alerones inoperativos.
A menudo, si un avión en un deslizamiento se hace entrar en pérdida, muestra muy poco de la tendencia a la guiñada que hace que un deslizamiento entre en pérdida y se convierta en una barrena. Un avión en pérdida en un deslizamiento puede hacer poco más que tender a rodar hacia una actitud a nivel de las alas. De hecho, en algunos aviones las características de pérdida pueden incluso mejorar.

## Deslizamiento hacia delante vs. deslizamiento lateral
Aerodinámicamente son idénticos una vez establecidos, pero se introducen por diferentes razones y crearán diferentes pistas de tierra y rumbos en relación con los anteriores a la entrada. El deslizamiento hacia delante se utiliza para inclinar una aproximación (reducir la altura) sin ganar mucha velocidad aerodinámica, beneficiándose del aumento de la resistencia. El deslizamiento lateral mueve la aeronave lateralmente (a menudo, sólo en relación con el viento) donde ejecutar un giro sería desaconsejable, la resistencia se considera un subproducto. A la mayoría de los pilotos les gusta entrar en el sideslip justo antes de volar o tocar tierra durante un aterrizaje con viento cruzado.

### Deslizamiento hacia delante
El deslizamiento hacia adelante cambia el rumbo de la aeronave lejos del ala descendente, mientras se mantiene la pista original (trayectoria de vuelo sobre el terreno) de la aeronave.
Para ejecutar un deslizamiento hacia adelante, el piloto se lanza hacia el viento y aplica el timón opuesto (por ejemplo, alerón derecho + timón izquierdo) para seguir avanzando hacia el objetivo. Si una persona fuera el objetivo, vería el morro del avión hacia un lado, un ala hacia el otro lado e inclinado hacia la persona. El piloto debe asegurarse de que el morro del avión esté lo suficientemente bajo como para mantener la velocidad del aire. Sin embargo, los límites de velocidad del fuselaje como  VA y VFE deben tenerse en cuenta.
El deslizamiento hacia delante es útil cuando un piloto se ha preparado para una aproximación de aterrizaje con una altura excesiva o debe descender de forma pronunciada más allá de una línea de árboles para tocar el suelo cerca del umbral de la pista. Asumiendo que el avión está correctamente alineado para la pista, el deslizamiento hacia adelante permitirá mantener la "senda de planeo" del avión mientras se empina el descenso sin añadir una velocidad excesiva. Dado que el rumbo no está alineado con la pista, el deslizamiento hacia adelante debe eliminarse antes de la toma de contacto para evitar una carga lateral excesiva en el tren de aterrizaje, y si hay viento cruzado puede ser necesario un deslizamiento lateral apropiado en la toma de contacto, como se describe a continuación.

### Deslizamiento lateral
El deslizamiento lateral o sideslip también utiliza alerón y timón opuesto. En este caso se entra bajando un ala y aplicando exactamente el timón opuesto para que el avión no gire (manteniendo el mismo rumbo), mientras se mantiene la velocidad aerodinámica segura con pitch o potencia. En comparación con el deslizamiento hacia delante, se utiliza menos timón: sólo lo suficiente para detener el cambio de rumbo.
En la condición de sideslip, el eje longitudinal del avión permanece paralelo a la trayectoria de vuelo original, pero el avión ya no vuela a lo largo de esa trayectoria. La componente horizontal de la sustentación se dirige hacia el ala baja, arrastrando el avión hacia un lado. Este es el escenario de aire quieto, viento de frente o viento de cola. En caso de viento cruzado, el ala baja se dirige hacia el viento, de modo que el avión vuela por la pista original. Esta es la técnica de aproximación con deslizamiento lateral que utilizan muchos pilotos en condiciones de viento cruzado (deslizamiento lateral sin resbalar). El otro método para mantener la pista deseada es la técnica del cangrejo: las alas se mantienen niveladas, pero el morro se apunta (en parte) hacia el viento cruzado, y la deriva resultante mantiene el avión en la pista.
Un deslizamiento lateral puede utilizarse exclusivamente para mantenerse alineado con la línea central de la pista mientras se aproxima con viento cruzado o emplearse en los momentos finales de un aterrizaje con viento cruzado. Para iniciar el sideslip, el piloto gira el avión hacia el viento para mantener la posición de la línea central de la pista mientras mantiene el rumbo en la línea central con el timón. El deslizamiento lateral hace que un tren de aterrizaje principal toque primero, seguido por el segundo tren principal. Esto permite que las ruedas estén constantemente alineadas con la pista, evitando así cualquier carga lateral en el aterrizaje.
El método de deslizamiento lateral para el aterrizaje con viento cruzado no es adecuado para las aeronaves de alas largas y de poca altura, como los gliders, en los que se mantiene un ángulo de cangrejo (dirección hacia el viento) hasta un momento antes de la toma de contacto.
El fabricante de aviones Airbus recomienda la aproximación con deslizamiento lateral sólo en condiciones de viento cruzado bajo.

#### Ángulo de deslizamiento lateral
El ángulo de deslizamiento lateral, (AOS, AoS, {\displaystyle \beta }, letra griega beta), es un término utilizado en dinámica de fluidos y aerodinámica y aviación. Se refiere a la rotación de la línea central de la aeronave a partir del viento relativo. En dinámica de vuelo se le da la notación taquigráfica {\displaystyle \beta } (beta) y se le suele asignar un valor "positivo" cuando el viento relativo viene de la derecha del morro del avión. El ángulo de deslizamiento lateral {\displaystyle \beta } es esencialmente el ángulo de ataque direccional del avión. Es el parámetro principal en las consideraciones de estabilidad direccional.
En la dinámica de vehículos, el ángulo de deslizamiento lateral se define como el ángulo que forma el vector de velocidad con el eje longitudinal del vehículo en el centro de gravedad en un marco instantáneo. A medida que la aceleración lateral aumenta durante las curvas, el ángulo de deslizamiento lateral disminuye. Así, en curvas de muy alta velocidad y pequeño radio de giro, hay una alta aceleración lateral y {\displaystyle \beta } podría ser un valor negativo.

## Otros usos del deslizamiento
Hay otras circunstancias especializadas en las que los resbalones pueden ser útiles en la aviación. Por ejemplo, durante la fotografía aérea, un resbalón puede bajar un lado de la aeronave para permitir que se tomen fotos en tierra a través de una ventana lateral. Los pilotos también utilizan un deslizamiento para aterrizar en condiciones de hielo si el parabrisas delantero se ha congelado por completo, ya que al aterrizar ligeramente de lado, el piloto puede ver la pista a través de la ventana lateral del avión. Los resbalones también desempeñan un papel en las acrobacias aéreas y en los combates aéreos.

## Cómo afecta el deslizamiento al vuelo
Cuando una aeronave se pone en un deslizamiento hacia delante sin otros cambios en el acelerador o el elevador, el piloto notará un aumento de la velocidad de descenso (o una reducción de la velocidad de ascenso). Esto se debe principalmente al aumento de la resistencia en el fuselaje. El flujo de aire sobre el fuselaje está en un ángulo lateral, aumentando el área frontal relativa, lo que aumenta la resistencia.